# Sovětští váleční zajatci během druhé světové války

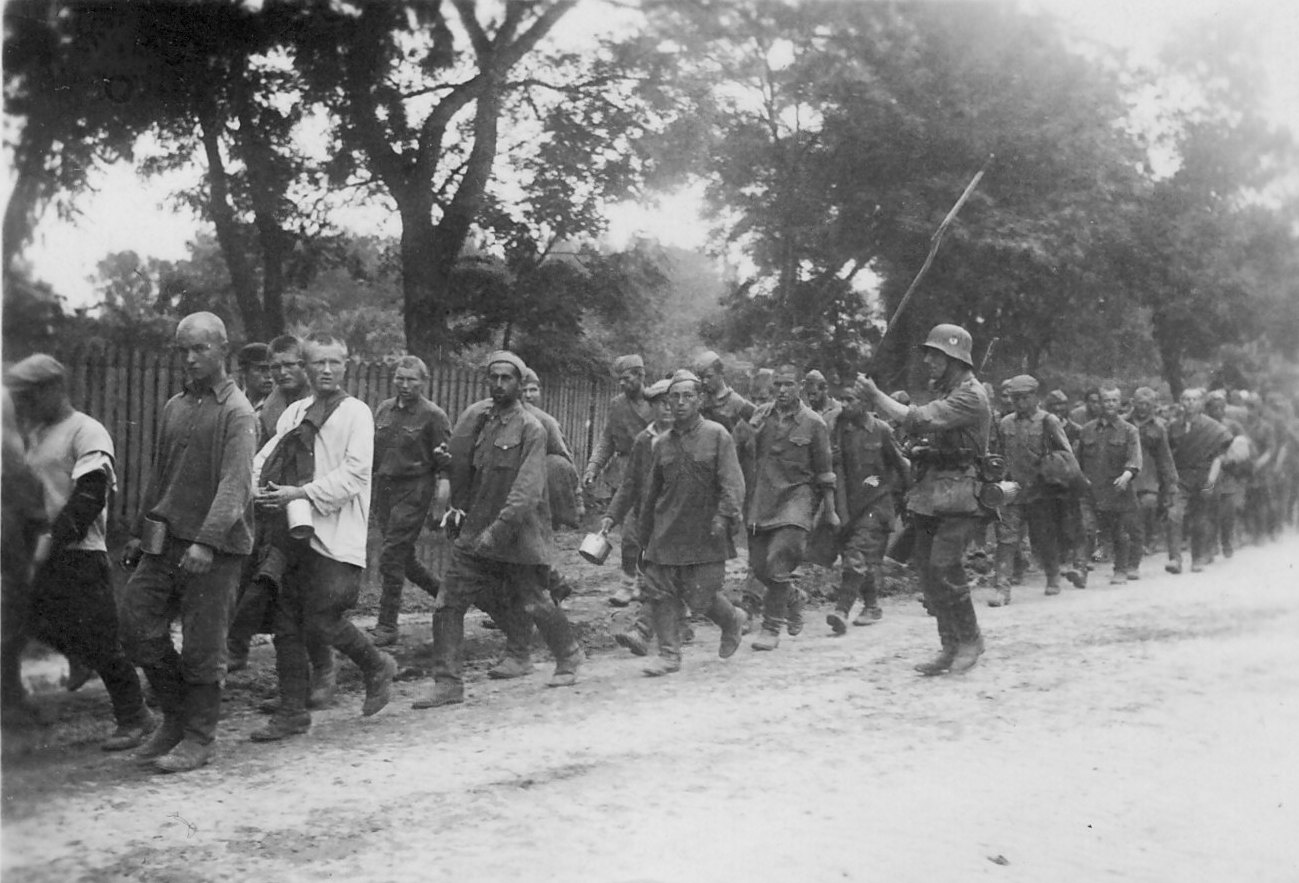
Sovětští váleční zajatci, začátek nacistického vpádu do SSSR

Tento článek se zabývá osudy sovětských válečných zajatců během druhé světové války, kteří se dostali do nacistického zajetí během bojů na východní frontě. Během války se dostalo do německého zajetí na východní frontě asi 5,7 milionů lidí, kteří byli příslušníky sovětských ozbrojených sil. Brutální zacházení se sovětskými válečnými zajatci, zejména v prvních 8 až 12 měsících po nacistickém vpádu patří mezi nejhorší genocidy v dějinách. Vyžádalo si životy zřejmě až 3,3 až 3,5 milionů, tedy téměř 57,5 % ze všech, kteří se dostali do zajetí.
Tvrdé zacházení se sovětskými zajatci bylo důsledkem Hitlerem prosazované politiky namířené proti bolševismu, Slovanským národům, a snahy o získání životního prostoru na úkor státních útvarů Východní Evropy a jejich obyvatel.

## Příčiny velkého množství zajatců

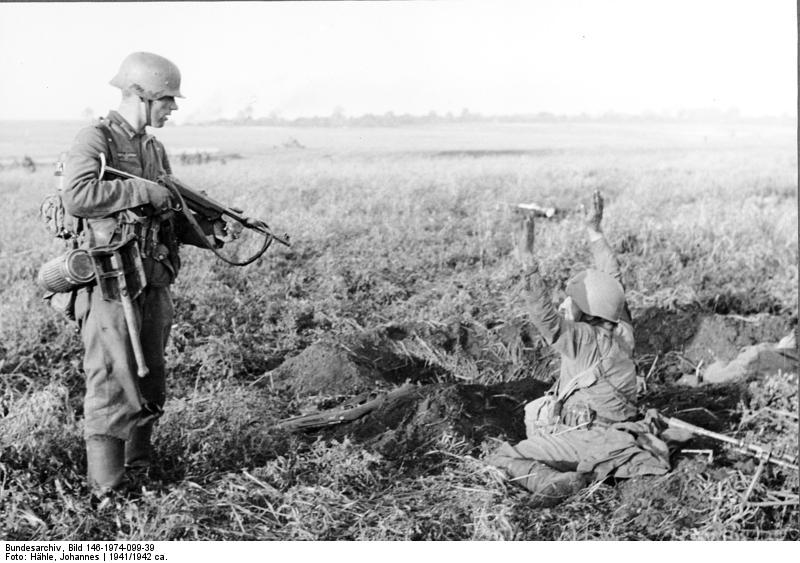
Německý pěšák zajímá vzdávajícího se sovětského vojáka ve střeleckém zákopu

Nečekaný útok Třetí říše na SSSR a podmínky boje, při němž se vojáci Rudé armády ocitli bez kvalifikovaného velení, měl za následek to, že velké množství sovětských jednotek, poté co vyčerpaly své možnosti vedení úspěšné obrany, často po ztrátě spojení s velením, padlo do zajetí.
K množství faktorů, které měly na nízkou úroveň velení Rudé armády patří emigrace velké části kvalitních důstojníků Carské armády po skončení občanské války, odvolání mnoha, původně carských důstojníků, koncem 20. let 20. století, stalinské čistky v armádě v letech 1937 až 1938 jakož i rozšiřování armády v letech 1939 až 1941. Sovětská armáda v té době zvýšila své stavy třikrát a přitom až 70 % důstojníků a 75 % komisařů bylo ve svých funkcích méně než rok. K tomu více než milion sovětských branců sloužilo v armádě necelý rok. Sovětské síly tak neměly dostatečné zkušenosti, kvalitní poddůstojnický sbor, ani oporu v kvalitním velení na všech úrovních.

### Sociálně-politické příčiny
Kromě vojensko-strategických důvodů, které zapříčinily velké množství válečných zajatců, existovaly i příčiny sociálně-politické povahy. Represivní politika komunistů jako kolektivizace, či stalinské represe, způsobovaly nespokojenost řady obyvatel celého SSSR, hlavně rolníků, ale i obyvatel jen nedávno přičleněných oblastí jako byla západní Ukrajina a Pobaltí, kteří odmítali bojovat za sovětskou vládu a mnoho z nich se hodlalo dobrovolně vzdát nepříteli. Známy jsou případy během bojů v Pobaltí, kdy místní branci zavraždili nebo zatkli své sovětské důstojníky a dobrovolně přešli na stranu nepřítele.
Svou roli sehrály i subjektivní psychologické faktory jako bezmocnost a panika, způsobená nedostatky velení a spojení, jakož i jasnou převahou německých vojsk v první fázi války.

## Chování nacistů k válečným zajatcům

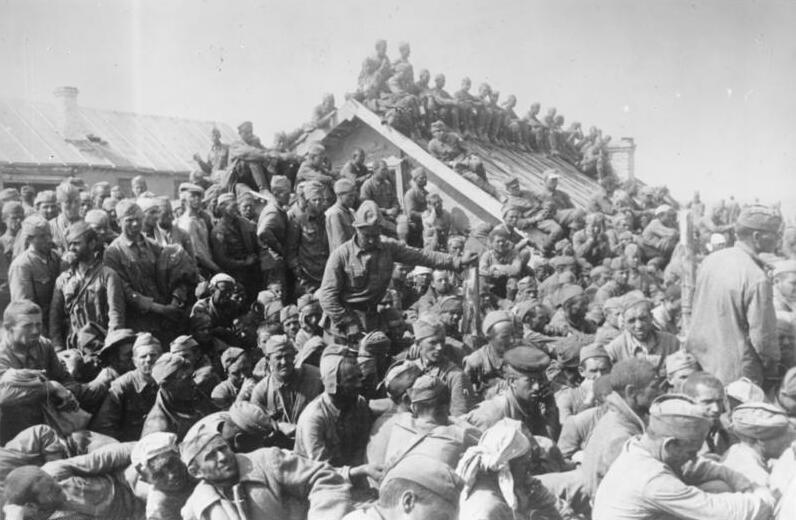
Přeplněný zajatecký tábor u Smolenska

Zacházení s válečnými zajatci se řídilo na evropských bojištích už delší dobu jistými standardními zvyky. Ve většině válečných konfliktů je válečným zajatcům poskytována strava, ubytování a lékařská péče v mezích možností strany, která je zajala. Takové jednání má jednoduchou logiku, která spočívá ve faktu, že se bude stejně ke svým zajatcům chovat velmi pravděpodobně i protivník. Nacisté se však na základě vlastních politických pohnutek rozhodli tuto zvyklost narušit.
Brutální zacházení se sovětskými zajatci bylo zapříčiněno celkovou nacistickou zločinnou politikou, která byla aplikována na obsazených východních územích (Generalplan Ost). Opírala se o teorii o rasové méněcennosti Slovanů a též o politické cíle, jedním z nichž byl boj proti komunismu. Adolf Hitler se už 30. března 1941 na poradě hlavního velení vyjádřil, že političtí komisaři jsou podle něj základem bolševismu v Rudé armádě, nositeli ideologie, která je nepřítelem nacionálního socialismu a nemohou být považováni za vojáky. Proto měli být po zajetí zastřeleni. Nejvyšší německé velení vydalo 6. června 1941 rozkaz o komisařích, podle něhož byli sovětští vojáci „nakaženi“ bolševismem a nemělo se s nimi po případném zajetí zacházet na základě Ženevských úmluvami z roku 1929.. Rozkaz o zacházení s komisaři se navíc v praxi ukázal jako kontraproduktivní, protože komisaři, kteří věděli, že je v zajetí čeká jistá smrt, často vybičovali své vojáky k fanatické obraně. Německé velení rozkaz zrušilo 6. května 1942.
Německé ozbrojené síly, zvláště na začátku bojových operací na východní frontě, zajaly velké množství sovětských vojáků. Mnoho z nich se dobrovolně vzdalo až poté, co jim došly základní životní prostředky a byli ve zlém zdravotním stavu. Zvláštní kapitolou v chování německých vojáků a velení byl i fakt, že pro obrovské množství zajatců, kteří upadli do zajetí na začátku bojů, nebylo připraveno žádné logistické zabezpečení jako pitná voda, strava, zdravotnický materiál, či kapacity v zajateckých táborech. Toto jsou faktory, které jsou považovány za objektivní komplikace. Je proto pravděpodobné, že i v případě, pokud by německé velení chtělo se zajatci zacházet lidštěji, počet obětí na straně zajatců by byl vysoký. Je však též nesporným faktem, že německé velení ve válečných plánech tažení proti Sovětskému svazu počítalo, že získá obrovské počty zajatců. V případě, že by se boje vyvíjely podle německých plánů operace Barbarossa, byly by počty zajatců ještě vyšší. Pro německé plánovače tedy počty zajatců nemohly být překvapením.

## Problém mezinárodních smluv
Těžké postavení sovětských válečných zajatců v nacistickém zajetí německé politické vedení vysvětlovalo tím, že SSSR odmítl Haagské konvence a deklarace z let 1899 a 1907, deklaraci o zákonech pozemní války a nepodepsalo ani Ženevskou úmluvu z roku 1929, která pojednávala o válečných zajatcích, ani přesto, že ji podepsalo 47 zemí. Nehledě na to, že část těchto dohod už dříve podepsalo Ruské impérium, byly tyto dohody závazné pro všechny země, nejen pro ty, které je podepsaly. Sovětský svaz však například 25. srpna 1931 podepsal dohody o zacházení s raněnými a nemocnými válečnými zajatci.
Oficiálním důvodem odmítnutí většiny těchto dohod Sovětským svazem byl nesouhlas s dělením válečných zajatců podle národnosti. Toto odmítnutí v pozdějším období využili nacisté jako záminku a následně ponechali zajatce bez jakékoliv pomoci ze strany Červeného kříže a dalších organizací, které pomáhaly zajatcům západních zemí. V průběhu války SSSR dvakrát (25. listopadu 1941 a 27. dubna 1942) navrhl německé straně, že v případě, že bude Německo dodržovat konvence o zacházení s válečnými zajatci, bude je dodržovat i Sovětský svaz. V prohlášení z 27. dubna 1942 sovětské ministerstvo zahraničních věcí oznámilo, že i přes nedodržování této dohody ze strany Německa, se k ní SSSR de facto hlásí.
Při Norimberském procesu obhajoba, jako svůj hlavní argument, použila to, že se Ženevské konvence údajně nevztahovaly na sovětské válečné zajatce, protože SSSR nebyl signatářem těchto smluv. Mezinárodní vojenský tribunál však tyto argumenty odmítl jako neopodstatněné, poukázal při tom na to, že principy mezinárodního práva musí být dodržovány za jakýchkoliv podmínek a cílem zajetí je pouze znemožnit zajatým osobám účast na další bojové činnosti. Vraždění bezbranných lidí nebo ubližování z pomstychtivosti není v souladu s vojenskými tradicemi.

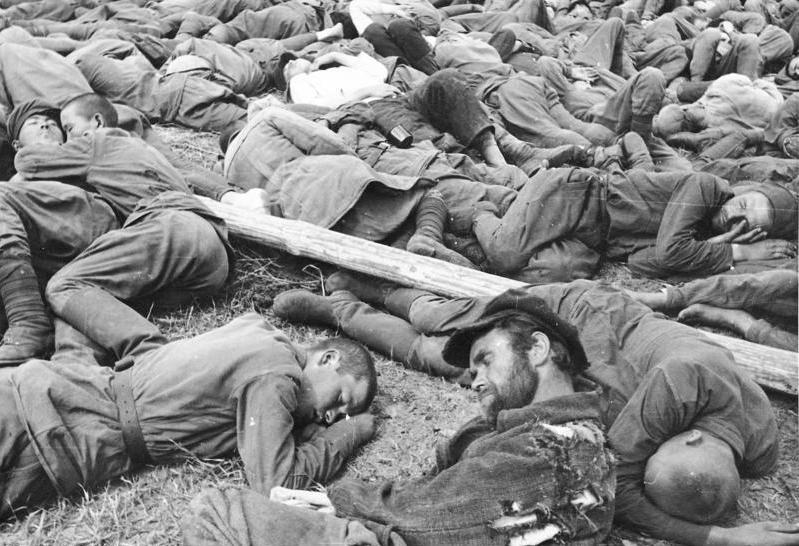
Vyčerpaní sovětští zajatci po skončení bojů u Białystoku

Předseda Mezinárodního červeného kříže Marcel Junod už 22. června 1941 navrhl SSSR, Německu, Rumunsku i Finsku, aby si státy prostřednictvím této organizace vyměňovaly seznamy raněných, zabitých a zajatých vojáků. Ve snaze zlepšit situaci svých zajatců, 27. června 1941 komisař zahraničních věcí V. M. Molotov telegrafoval předsedovi Mezinárodního červeného kříže o připravenosti SSSR uskutečnit jejím prostřednictvím výměnu seznamů zajatců a i o ochotě přijmout Haagské konvence o zákonech a zvycích vedení pozemní války. Otázku připojení se k Ženevské dohodě z roku 1929 však už sovětská vláda více neotevírala. Současně SSSR potvrdil usnesením Sovětu lidových komisařů z 1. července 1941 tzv. Vyhlášku o válečných zajatcích, která byla založena na těchto konvencích a zavazovala k dodržování mezinárodně platných norem vojenského práva. V dodatcích k vyhlášce byla vypuštěna nařízení NKVD „O způsobu držení zajatců v táborech NKVD“ z 7. srpna 1941 a „O stavu táborů válečných zajatců“ z 15. srpna 1941.
17. července 1941 V. M. Molotov oficiálně, přes vyslanectví švédského Červeného kříže, oznámil Německu a jeho spojencům, že SSSR souhlasí s plněním závazků Haagských dohod z roku 1907 o Zákonech a zvycích vedení pozemní války. V dokumentu bylo navíc zdůrazněno, že Sovětský svaz bude dodržovat tyto dohody v souvislosti s Německem jen v případě, že je bude dodržovat i druhá strana. Přes očekávání kladné odpovědi nechalo vedení nacistického Německa tuto nótu bez povšimnutí. Navíc, ve stejný den nabyl platnost rozkaz vydaný gestapem, umožňující zlikvidovat všechny válečné zajatce při jakémkoliv podezření z kladení odporu nebo možného nepřátelství k národnímu socialismu. V té době sovětské velení uskutečňovalo kroky spojené se snahou zabezpečit lepší podmínky válečných zajatců, nacistické vedení činilo kroky opačné. 8. srpna 1941 oddělení pro záležitosti válečných zajatců OKW vydalo nová pravidla, která ještě přitvrdila zacházení se sovětskými zajatci ve všech táborech.

## Zacházení sovětského vedení s vlastními vojáky, kteří padli do zajetí
Článek 193 trestního zákoníku RSFSR z roku 1926 stanovoval jako trest za vzdání se, bez důvodu způsobeného beznadějnou vojenskou situací, popravu zastřelením spojenou s konfiskací majetku. Ve vnitřních předpisech Dělnicko-rolnické Rudé armády se též uvádělo, že sovětský voják nemůže padnout do zajetí jinak než proti své vůli. Článek 22 Vyhlášky o trestných činech vojáků z roku 1927 uváděl, že vzdání se, které není odůvodnitelné vojenskou situací a stejně tak i přechod na stranu nepřítele se stíhají nejvyšším trestem, kterým je zastřelení a konfiskace majetku. Ve výkladu se též uvádělo, že ve známých případech se může situace na bojišti zvrátit tak, že klást odpor bude v podstatě nemožné a nesmyslné. Vzdát se v těchto případech bylo přípustné a nemělo mít žádné další soudní důsledky.
V důsledku rozkazu štábu vrchního velení z 16. srpna 1941 č. 270, velitelé a političtí pracovníci, kteří během boje ze sebe strhli označení hodnosti a dezertovali do týlu nebo se vzdali, byli označeni za dezertéry a jejich rodinám hrozilo vězení. Stejně tak byli velitelé a skupiny vojáků, které se vzdaly, přestože nevyčerpaly všechny možnosti klást odpor, zbaveni státní ochrany a pomoci. Rozkaz žádal od vojáků bojovat do poslední možnosti a následně se v případě obklíčení snažit probojovat se ke svým.
Názory sovětského vedení na vlastní válečné zajatce byly na začátku války stále nesmiřitelné. I po těžkých porážkách v červenci 1941 u Minska a Smolenska, kde padlo do zajetí více než 600 000 sovětských vojáků, Stalin nadále tvrdil, že Rudá armáda nemá válečných zajatců, jen zrádce a odrodilce vlasti. Stejně tvrdě se choval i v roce 1943, kdy mu Němci navrhli vyměnit jeho syna Jakova Džugašviliho, zajatého v roce 1941 u Vitebska, za polního maršála Friedricha Pauluse. Tento návrh odmítl.
V prosinci 1941, při setkání předsedy Mezinárodního červeného kříže Junoda a německého ministra zahraničních věcí von Ribbentropa, padl návrh ukončit spory o dodržování mezinárodních smluv a na základě humanismu začít s výměnou seznamů zajatých osob prostřednictvím USA. Spojené státy americké by také zajistily i dodávky šatstva a potravin stejně pro německé i sovětské tábory. Ribbentrop tento návrh později předložil Hitlerovi, který osobně poslal tuto žádost Stalinovi. Odpovědí však bylo oznámení, že sovětští váleční zajatci neexistují. Sovětští vojáci bojují dokud nepadnou, pokud se rozhodnou vzdát, automaticky ztrácejí sovětské občanství.

## Podmínky zajetí a úmrtnost
Poté, co padli do zajetí (většinou v Bělorusku, na Ukrajině a západním Rusku), museli sovětští zajatci celé dny, většinou pěšky, putovat do sběrných táborů. Směli zastavit jen na rozkaz. Byli nuceni pít vodu z louží na cestě. Němci bránili místnímu obyvatelstvu zásobovat zajatce z vlastních zdrojů.. K udržování pořádku uvnitř táborů byli vybíráni dobrovolníci, zvláště z řad Ukrajinců a Tatarů. Židé, komisaři a komunisté byli po odhalení vysvlečeni do naha, postaveni do řady a zastřeleni.. Wehrmacht se na východě často „neunavoval“ zajímáním těžce raněných nepřátel a popravoval je na místě. Některé německé jednotky zajatce nebraly vůbec, na některých místech jednoduše zajaté vojáky shromáždily a postřílely kulomety.

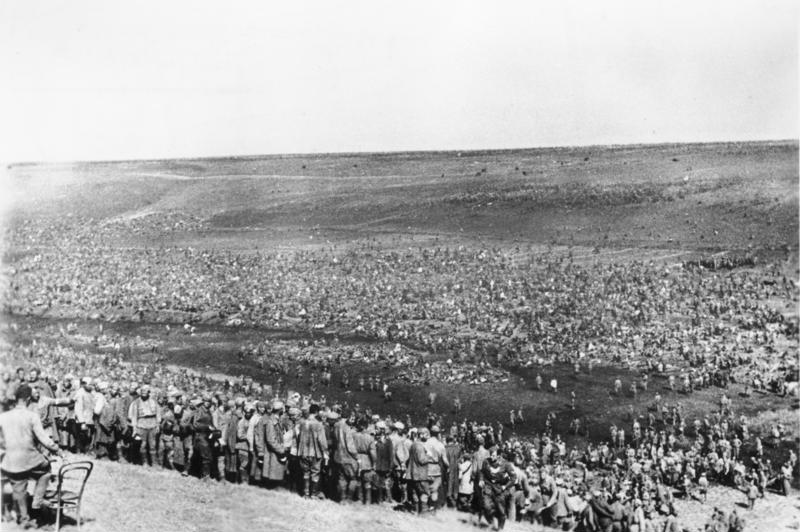
Zajatecký tábor pro sovětské zajatce, kteří byli drženi pod širým nebem

Nacisté zvolili pro výstavbu shromažďovacích táborů pro sovětské zajatce nejjednodušší řešení, kterým bylo ponechat je na volném prostranství, obvykle několik hektarů velkém, pod širým nebem, obehnaném ostnatým drátem a několika strážními věžemi. Zde byli zajatci vystaveni všem vlivům počasí, horku, mrazům, sněhu a dešti, chybělo základní sanitární zařízení, panoval nedostatek vody a potravin, které pro zajatce německá branná moc nikdy zvlášť nevyčlenila. V táborech se šířily infekční choroby, jako skvrnitý tyfus. Později, zejména pro vysokou úmrtnost, byli zajatci umisťováni do stájí a dřevěných baráků, ani tam však jejich podmínky nebyly o mnoho lepší. Ze sběrných táborů zajatci dále putovali pěšky, nebo po železnici do německých táborů, které se nacházely hlavně na území Polska a Německa, ale i v dalších zemích. Jen do září 1941 byla v důsledku špatných podmínek v zajateckých a sběrných táborech úmrtnost vězňů 1 % denně.
V prvních měsících války nebyli zajatci transportováni na území Říše, protože nacistické vedení se obávalo rozšíření komunismu na vlastním území. Až v období, kdy se v zajateckých táborech začaly šířit epidemie a Německo začalo pociťovat nedostatek pracovních síl, Hitler povolil přesun zajatců i na území Německa. To, co však v únoru roku 1942 zůstávalo z 3,9 milionu zajatců bylo už jen torzo – 1,1 milionu lidí a z nich pouze asi 400 000 bylo ve stavu schopném práce.
Zbytek zajatců následně pod hrozbou smrti Němci přinutili pracovat. Vykořisťování těchto zajatců jakož i dalších nuceně nasazených osob bylo nevídané.
Neplatily pro ně žádné zákony bezpečnost a ochrana zdraví při práci, neměli nijak stanovený nárok na volno ani přesně stanovenou pracovní dobu. V jednom z příkazů, ředitel I.G. Farben připomínal, že zvýšenou efektivitu práce zajatců lze dosáhnout snížením přídělů stravy a tvrdými tresty za nižší výkony.

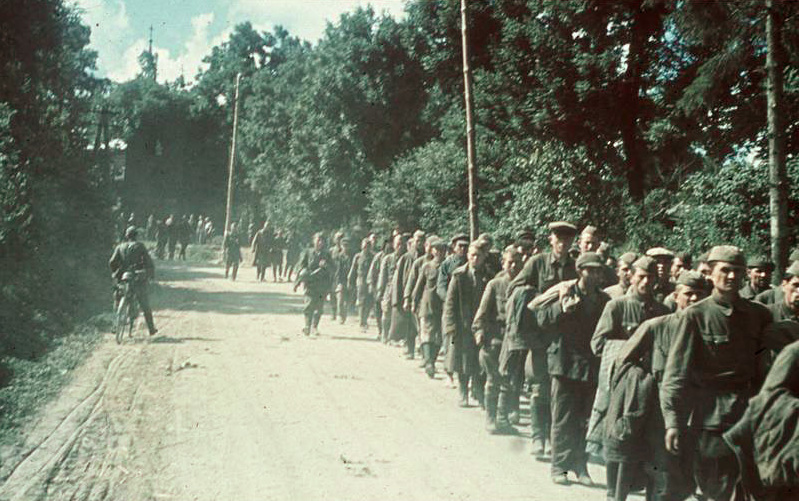
Zástup sovětských zajatců, kteří padli do zajetí v průběhu léta 1941 během bojů o Charkov a na Donu

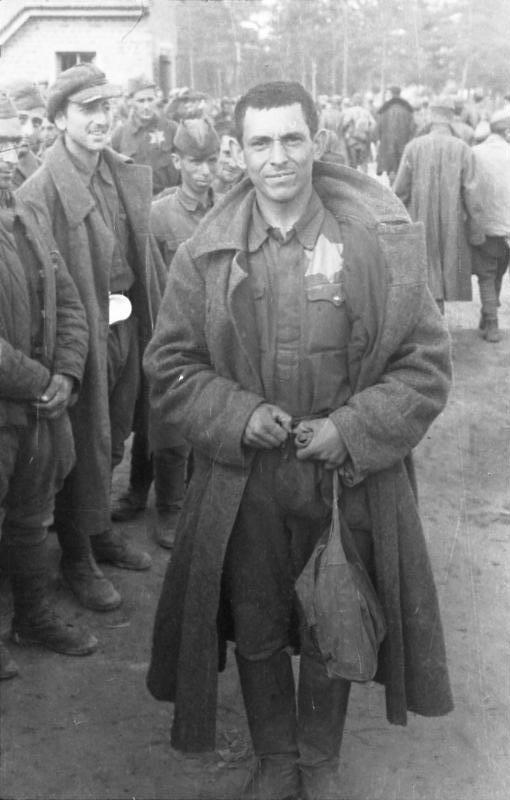
Sovětský zajatec s Davidovou hvězdou. Převážnou většinu zajatců označených za židy nacistické jednotky na místě popravily

Tabulka níže ukazuje počty sovětských válečných zajatců nacházejících se v táborech OKW a jejich využití jako pracovní síly pro německou ekonomiku v letech 1942 až 1945
| Ke dni           | Počet zajatců  | Počet zajatců         | Celkem    |
| Ke dni           | V táborech OKW | V pracovních táborech | Celkem    |
| ---------------- | -------------- | --------------------- | --------- |
| 1. únor 1942     | 1 020 531      | 147 736               | 1 168 267 |
| 1. březen 1942   | 976 458        | 153 674               | 1 130 132 |
| 1. duben 1942    | 643 237        | 166 881               | 810 118   |
| 1. červen 1942   | 734 544        | 242 146               | 976 690   |
| 1. září 1942     | 1 675 626      | 375 451               | 2 051 077 |
| 1. říjen 1942    | 1 118 011      | 455 054               | 1 573 065 |
| 1. listopad 1942 | 766 314        | 487 535               | 1 253 849 |
| 1. leden 1943    | 1 045 609      | -                     | -         |
| 1. únor 1943     | 1 038 512      | 493 761               | 1 532 273 |
| 1. červenec 1943 | 647 545        | 505 975               | 1 153 520 |
| 1. srpen 1943    | 807 603        | 496 106               | 1 303 709 |
| 1. prosinec 1943 | 766 314        | 564 692               | 1 331 006 |
| 1. březen 1944   | 861 052        | 594 279               | 1 455 331 |
| 1. květen 1944   | 877 980        | 618 528               | 1 496 508 |
| 1. červen 1944   | 875 733        | 618 528               | 1 494 261 |
| 1. srpen 1944    | 889 309        | 631 559               | 1 520 868 |
| 1. září 1944     | 905 864        | 765 444               | 1 671 308 |
| 1. říjen 1944    | 911 990        | -                     | -         |
| 1. listopad 1944 | 929 100        | -                     | -         |
| 1. leden 1945    | 930 287        | 750 000               | 1 680 287 |
| 25. duben 1945   | -              | -                     | 800 000   |

Poznámka
V období od února 1942 do srpna 1943 v těchto zprávách nejsou započítáni váleční zajatci držení ve shromažďovacích a dočasných táborech, jakož i zajatci v zóně pod kontrolou OKH. Od podzimu 1943 tyto tábory přešly pod kontrolu OKW.

## Strava
Kromě každodenní vysilující fyzické práce zhoršovala stav sovětských zajatců i nedostatečná strava. Tabulka uvádí oficiální stravu vydanou na 28 dní podle příkazů Vrchního velení německých ozbrojených sil z 8. října 1941.
Údaj v procentech je porovnáním s množstvím vydané stravy pro „nesovětské“ zajatce. Údaje uvádějí nejvyšší normu pro zajatce vykonávající nejtěžší práce:
| Druh potraviny | Množství | %   |
| -------------- | -------- | --- |
| Chléb          | 9 kg     | 100 |
| Maso           | 800 g    | 50  |
| Tuky           | 250 g    | 50  |
| Cukr           | 900 g    | 100 |

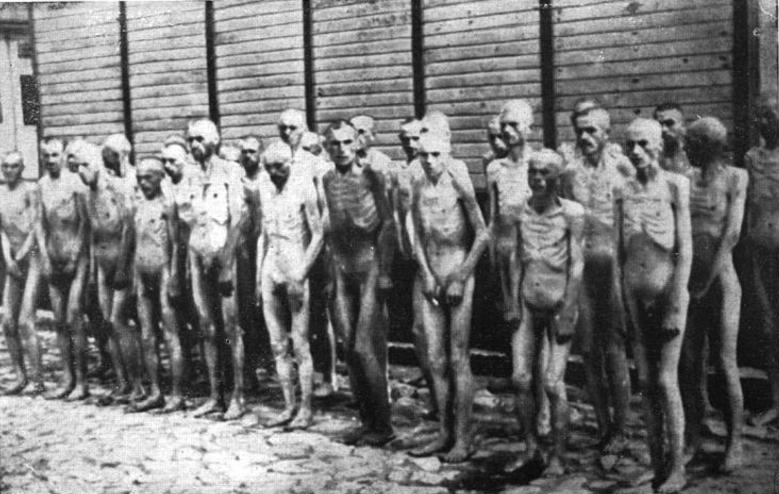
Vyhladovění sovětští zajatci v Mauthausenu

Pro udržení fyzického stavu potřebného pro práci dostával zajatec po dobu 6 týdnů: do 100 gramů umělého medu týdně, do 50 g tresky týdně, do 3500 g brambor týdně. Tento dodatečný příděl bylo možno čerpat jen 6 týdnů. Zajatci někdy navíc dostávali příděly na základě národnosti. Ukrajinci například v některých táborech dostávali o 100 g více chleba než Rusové..
Sovětští váleční zajatci hromadně umírali v německých zajateckých a sběrných táborech, kde byli drženi po zajetí, hlavně v důsledku nedostatku výživné stravy, což ve spojení s nucenou prací nevyhnutně vedlo k podvýživě, ta dále způsobila buď větší náchylnost k infekčním onemocněním, před nimiž nebyli nijak chráněni, nebo pokles pracovního výkonu, za což byli nemilosrdně trestáni. Zajatci však byli likvidováni i cíleně. Jen v průběhu roku 1942 takto zahynulo kolem 3 milionů sovětských zajatců. Nacistické vedení je v těchto podmínkách ponechávalo vědomě. Jen na území Polska je v hrobech evidováno 883 385 pohřbených sovětských zajatců. Mnozí zajatci byli použiti pro pokusy, 3. září 1941 byl právě na 600 sovětských zajatcích odzkoušen Cyklon B. v koncentračním táboře Auschwitz I.

## Použití zajatců ve válce na straně Německa
Mnozí zajatci, kteří se dostali do zajateckých táborů, brzy pochopili, že naděje na přežití v takových podmínkách je minimální. Těm, kteří se chtěli vyhnout těžké nucené práci nebo ohrožení infekčními chorobami, nacisté v průběhu války umožnili zlepšit své podmínky vstupem do pomocných jednotek, Němci označovaných jako tzv. Hilfswilliger a později i do Ruské osvobozenecké armády, kterou vedl Andrej Vlasov, sovětský generál, který v zajetí přešel na německou stranu.

## Po válce

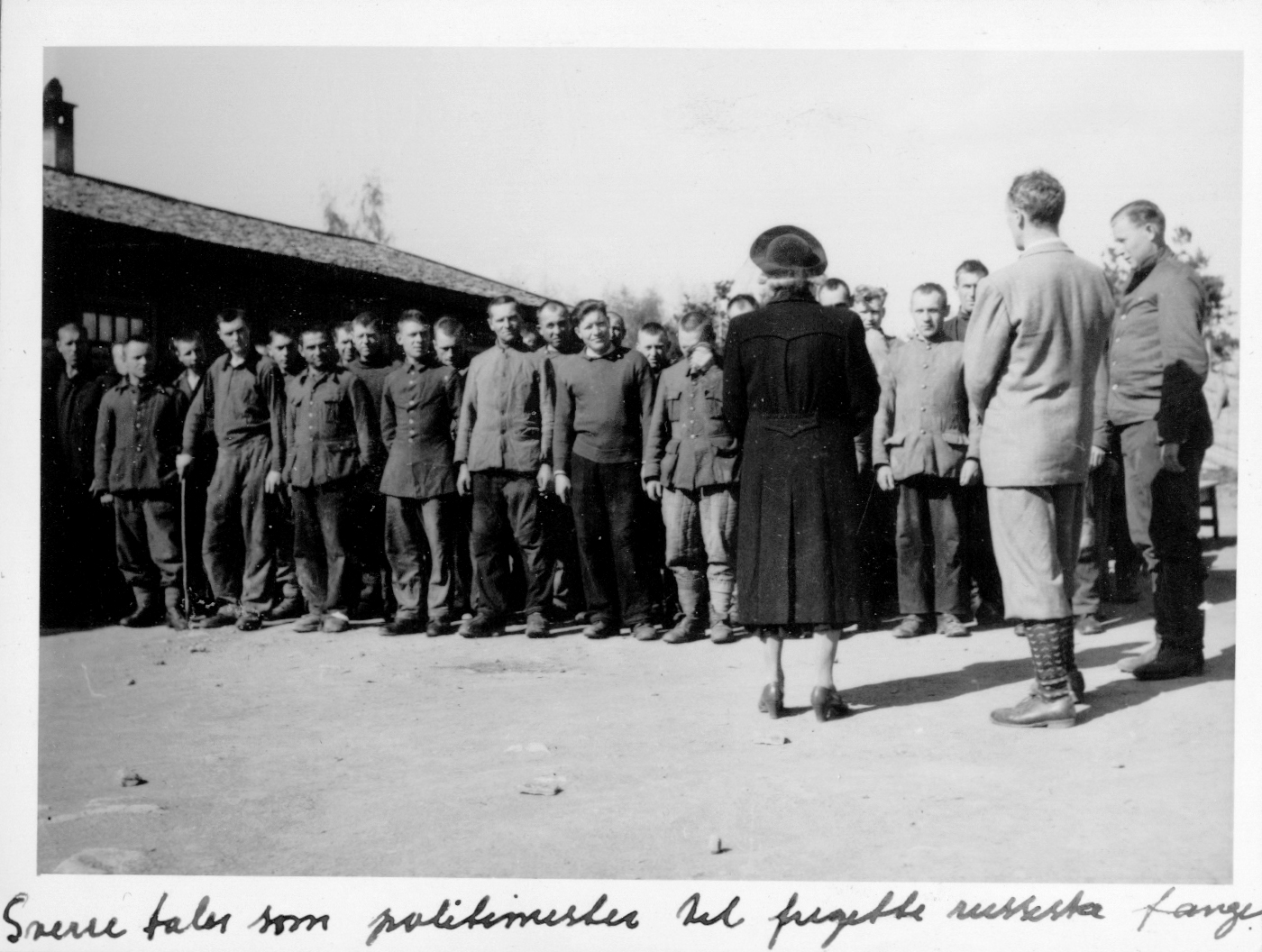
Osvobození sovětští váleční zajatci, květen 1945, Norsko

Po skončení války byla část zajatců, kteří se vrátili domů, nucena nést odpovědnost a byla potrestána vlastní zemí za to, že padla do zajetí. Podle údajů, které shromáždil historik G. F. Krivošejev na základě zpřístupněných dokumentů NKVD: z 1 836 562 vojáků, navrátivších se ze zajetí bylo 233 400 odsouzeno za spolupráci s nepřítelem a odpykávalo trest v systému GULAG. Jiní, zejména západní historici tvrdí, že obviněni byli prakticky všichni bývalí váleční zajatci.
Až kolem 80 % mezi všemi nuceně nasazenými osobami, které se vrátily po skončení války do SSSR, bylo odsouzeno k nuceným pracím, někteří dokonce na 15 až 25 let, jiní byli nuceni se vystěhovat z původního bydliště a museli vykonávat těžkou fyzickou práci. Všichni byli považováni za sociálně nebezpečné osoby.

## Současné názory na počty zajatců

### Ruská hodnocení
Po rozpadu SSSR byly v Rusku nejen odtajněny mnohé zdroje a dokumenty, ale byla umožněna i otevřenější diskuse a výměna názorů mezi historiky různých zemí.
- Podle údajů Ministerstva obrany RF, z roku 2005, bylo během Velké vlastenecké války zajato 4 559 000 sovětských vojáků.[13]
- Podle historika M. V. Filimošina, během Velké vlastenecké války bylo nezvěstných 4 559 000 sovětských vojáků a dalších 500 000 povolanců, kteří ještě nebyli evidováni jako příslušníci ozbrojených sil.[14]
- Podle G. F. Krivošejeva, bylo během bojů s nacistickým Německem nezvěstných 3 396 400 vojáků.[13] Z nich se 1 836 000 vrátilo a 1 783 000 zahynulo nebo emigrovalo.

Tato čísla však u osob neobeznámených se sovětskými a německými původními dokumenty dodnes vyvolávají mnohé pochybnosti.

### Německá hodnocení
Podle německých dokumentů z období války, vydaných 1. května 1944 byly stavy sovětských zajatců tyto:
| Status                                                    | Počet osob (tisíce) | %    |
| --------------------------------------------------------- | ------------------- | ---- |
| Nacházející se v táborech                                 | 1053                | 20,4 |
| Propuštěno na svobodu nebo získaných pro vojenskou službu | 818                 | 15,9 |
| Zahynulo v táborech                                       | 1981                | 38,4 |
| Ostatní:                                                  | 1308                | 25,3 |
| 1. Uprchlí                                                | 67                  | 1,3  |
| 2. Popraveni                                              | 473                 | 9,1  |
| 3. Zahynuli ve sběrných táborech nebo nezaregistrovaní    | 768                 | 14,9 |
| Celkem                                                    | 5160                | 100  |

## Známí sovětští váleční zajatci
- Sergej Jevlampijevič Danilov
- Dmitrij Michajlovič Karbyšev
- Leonid Alexejevič Kulik
- Jakov Josifovič Džugašvili
- Andrej Andrejevič Vlasov
- Pavel Grigorjevič Ponedelin